# Dobozy-kastély
A Dobozy-kastély 1889-ben épült eklektikus stílusban a Mezőcsáthoz tartozó Keselyűhalmon. A kastély és környezete 2015-re teljesen lepusztult állapotba került a gondozatlanság és őrizetlenség következtében.

## Leírása
A földszintes, L alaprajzú épület eredetileg kontyolt nyeregtetős volt (tetőszerkezetét vörösfenyőből készült gerendák tartották), főhomlokzatának közepén timpanonos rizalit, két szélén pedig egy-egy nyolcszögletű saroktorony állt. Az ablakokon színes üvegek voltak. Egy-egy, párhuzamos gerincű nyeregtetővel rendelkező gazdasági épület kapcsolódott az udvari szárny végének mindkét oldalához. A szabadon álló kastélyhoz park, sétány és futórózsakert is tartozott, a kastélyépületben színházterem is működött, a telken pedig lakó- és gazdasági épületek, istállók álltak. A park szélét platánok, hársak és fenyők sora jelezte. A kertben számos gyümölcsfa állt, illetve egy zászlótartóval felszerelt emlékmű, amely alatt egykori újságokat is tartalmazó időkapszulát találtak. A kastély romjainak északi szomszédságában víztorony maradványa áll.

## Története
Építtetője és akkori tulajdonosa Dobozy Dániel birtokos, magyar királyi kamarás, az 1890-ben alakult Mezőcsáti Takarékpénztár Rt. védnöke volt. A második világháború után a kastély, a hozzá tartozó épületek és a telek az egyik termelőszövetkezet tulajdonába került: míg egyes épületekben takarmányt tartottak, addig a kastélyépület a tanyagondnok lakása lett. A kastélytetőt 1977–78-ban felújították. A kastély 2004 óta önkormányzati tulajdonban van. Az Országos Műemléki Felügyelőség a 13734/1983. számú határozatával nyilvánította műemlékké, de ezt a védettséget az 5/2015. (II. 2.) MvM rendelet megszüntette a kastély leromlott állapotára való tekintettel.